# Unvollkommene Replikation
Die Unvollkommene Replikation ist ein Verfahren zur Bewertung unsicherer Zahlungen basierend auf seinem Risiko-Wert-Modell und damit zur Bestimmung des Werts unmittelbar basierend auf dem Risiko der Zahlung, ausgedrückt durch ein Risikomaß, wie die Standardabweichung oder Value at Risk (z. B. zur Unternehmensbewertung in einem unvollkommenen Kapitalmarkt).
Das auf der Annahme vollkommener Märkte basierende, kapitalmarktorientierte Capital Asset Pricing Model (CAPM) greift dagegen auf historische Kapitalmarktdaten des Bewertungsobjekts (Aktienrenditen) zur Ableitung von Kapitalkosten zurück, wodurch Informationen über die bewertungsrelevanten Risiken der zukünftigen Zahlungen (Cashflows und Erträge) ignoriert werden. Im Unterschied dazu wird bei der unvollkommenen Replikation von Erwartungswert und Risiken der zu bewertenden unsicheren Cashflows oder Erträge ausgegangen (z. B. bestimmt durch Risikoanalyse und Risikoaggregation). Dementsprechend stellt die Bewertungsmethode der „unvollkommenen Replikation“ (oder „unvollständige Replikation“) eine Alternative zum CAPM für die Bestimmung des Werts z. B. von Unternehmen oder Immobilien sowie von Kapitalkosten dar (schließt deren Bewertungsergebnisse aber als Spezialfall mit ein).

## Grundidee der Replikation
„Geeignete Bewertungsgleichungen für verschiedene Risikomaße und auch bei unvollkommener Diversifikation, also bei Bewertungsrelevanz unsystematischer Risiken, lassen sich mittels Replikation ableiten.“ Die Replikation umfasst die Erzeugung einer Zahlungsreihe eines Replikationsportfolios (Duplizierung). Die Zahlungsreihe dieses "Replikationsportfolios" entspricht derjenigen des Bewertungsobjekts hinsichtlich wesentlicher Eigenschaften. Die Grundidee der Replikation ist es also die zu bewertende Zahlung durch eine geeignete Kombination von Finanzinstrumenten nachzubilden, d. h. zu replizieren. Aus vereinfachenden Gründen werden bei der unvollkommenen Replikation nur zwei Eigenschaften zur Replikation gefordert: die Erwartungstreue und die Risikoäquivalenz. Dies bedeutet, dass zu jedem Zeitpunkt Erwartungswert und Risikomaß (z. B. Standardabweichung oder Value at Risk) übereinstimmen sollen. Bei der vollkommenen Replikation hingegen stimmen alle Eigenschaften der Zahlungsreihen mit denen des Bewertungsobjektes überein.

## Bewertung mittels unvollkommener Replikation
Die zentrale Annahme, d. h. die Basisannahme, lautet: zwei Zahlungen zum gleichen Zeitpunkt haben den gleichen Wert {\displaystyle W}, wenn sie den gleichen Erwartungswert {\displaystyle E} haben und im gewählten Risikomaß {\displaystyle R} (z. B. Standardabweichung) übereinstimmen. Diese zentrale Annahme schließt das CAPM als Spezialfall mit ein, wenn als Risikomaß die Standardabweichung gewählt wird (und weitere Annahmen entsprechend dem CAPM entsprechen, z. B. im Hinblick auf die Diversifikation des Bewertungssubjekts).
{\displaystyle E({\widetilde {Z}}_{t}^{1})=E({\widetilde {Z}}_{t}^{2})} und {\displaystyle R({\widetilde {Z}}_{t}^{1})=R({\widetilde {Z}}_{t}^{2})} {\displaystyle \Rightarrow } {\displaystyle W({\widetilde {Z}}_{t}^{1})=W({\widetilde {Z}}_{t}^{2})}

## Allgemeiner Replikationsansatz zur Bewertung unsicherer Zahlungen
Replikation bedeutet in diesem Fall das Nachbilden der zu bewertenden Zahlung {\displaystyle Z} durch ein Portfolio von Kapitalmarktinstrumente, die als Alternativinvestitionsmöglichkeiten angenommen werden (z. B. risikolose Staatsanleihen und einen Aktienmarktindex). Der Wert der Kapitalmarktinstrumente in diesem "Replikationsportfolio" ist dabei bekannt (der Preis). Bei der Nachbildung wird allerdings nicht die vollständige Replikation gefordert, sodass eine Übereinstimmung in wesentlichen Merkmalen ausreicht, wodurch auch der Name des Ansatzes als „unvollkommene Replikation“ begründet wird. Diese Merkmale sind der Erwartungswert {\displaystyle E} und das durch ein Risikomaß ausgedrückte Risiko {\displaystyle R}. Somit reichen zwei Anlagemöglichkeiten zur Replikation aus. Hier sollen dies die Anlage {\displaystyle x} in ein Marktportfolio mit einer unsicheren Rendite {\displaystyle r_{M}} und die Anlage {\displaystyle y} mit einer Verzinsung {\displaystyle r^{f}} sein. Dementsprechend entspricht der Wert {\displaystyle W} der unsicheren Zahlung der Summe der beiden Investitionen (Anlagen) im Replikationsportfolio  {\displaystyle x} und {\displaystyle y}:
{\displaystyle W({\widetilde {Z}}_{A})=x+y}
Die Basisannahme der Replikation mit den Anforderungen, dass (1) der Erwartungswert der Rückzahlung der Investition in x und y dem Erwartungswert der Zahlung und (2) dass das Risiko der Anlage in das Replikationsportfolio dem Risiko der Zahlung entsprechen soll, wird mittels der folgenden beiden Gleichungen erfüllt:
(1) {\displaystyle E({\widetilde {Z}}_{A})=E(x\cdot (1+{\widetilde {r}}_{M}))+E(y\cdot (1+r^{f}))=x\cdot (1+E({\widetilde {r}}_{M}))+y\cdot (1+r^{f})}
(2) {\displaystyle R({\widetilde {Z}}_{A})=R(x\cdot (1+{\widetilde {r}}_{M})+y\cdot (1+r^{f}))}
„Das Risiko [{\displaystyle R}] wird dabei gemessen durch ein geeignetes Risikomaß {\displaystyle R({\widetilde {Z}}_{A})}, beispielsweise Standardabweichung, Value-at-Risk, Conditional Value-at-Risk oder ein LPM-Maß.“
Durch Auflösen der beiden Gleichungen lässt sich x und y und damit der Wert W ableiten (als Sicherheitsäquivalent, das sich ohne Kenntnis einer Nutzenfunktion alleine über das Rendite-Risiko-Profil der Alternativinvestitionsmöglichkeiten ableitbar ist). Auch die Ableitung von Kapitalkostensätzen ist möglich.
Die Gleichungen für die Bewertung mehrperiodiger unsicherer Zahlungen lassen sich mit der Methode der unvollkommenen Replikation auf Basis der gleichen Axiome herleiten.